# Bácsistensegíts
Bácsistensegíts (szerbül Липар/Lipar) település Szerbiában, a Vajdaságban, a Nyugat-bácskai körzetben. Közigazgatásilag Kúla községhez tartozik.

## Fekvése
Kúla és Bajsa közt elhelyezkedő település.

## Története
1941-ben Bukovinából, a Suceava megyéből, Istensegíts településről érkezett székely telepesek költöztek a településre, akik 1944–45-ben Magyarországra, a Dunántúlra menekültek.

## Demográfiai változások
| 1948 | 1953 | 1961 | 1971 | 1981 | 1991 | 2002 |
| ---- | ---- | ---- | ---- | ---- | ---- | ---- |
| 1696 | 1565 | 1890 | 1609 | 1506 | 1456 | 1807 |